# Saint-Blin
Saint-Blin är en kommun i departementet Haute-Marne i regionen Grand Est (tidigare regionen Champagne-Ardenne) i nordöstra Frankrike. Kommunen ligger i kantonen Saint-Blin som tillhör arrondissementet Chaumont. År 2022 hade Saint-Blin 335 invånare.

## Befolkningsutveckling
Antalet invånare i kommunen Saint-Blin
| Referens: INSEE |